# Christoph Luitpold Frommel
Christoph Luitpold Frommel (* 25. September 1933 in Heidelberg) ist ein deutscher Kunsthistoriker und Architekturspezialist. Er war Direktor der Bibliotheca Hertziana in Rom, bis 1980 Professor und ab 1980 Honorarprofessor an der Universität Bonn.

## Leben
Christoph Luitpold Frommel ist der Sohn von Gerhard Frommel, Neffe von Wolfgang Frommel und Bruder von Melchior Frommel. Er studierte Kunstgeschichte, Klassische Archäologie und Geschichte an der Universität München, wo er 1959 zum Doktor der Philosophie promoviert wurde. Nach einer Stipendiaten- und Assistenzzeit an der Bibliotheca Hertziana (1959–1967) habilitierte er sich 1968 an der Universität Bonn, wo er anschließend bis 1980 eine Professur innehatte. Zu seinen damaligen Schülern zählten Wolf Tegethoff, Andreas Tönnesmann und Elisabeth Kieven.
Forschungsaufenthalte führten ihn an das Institute for Advanced Studies in Princeton und nach Berkeley. Von 1980 bis zum Eintritt in den Ruhestand im Jahr 2001 war er als Nachfolger von Wolfgang Lotz Direktor der Bibliotheca Hertziana in Rom. Seit 2003 hat er eine Professur an der römischen Universität La Sapienza inne. Er ist seit 1999 korrespondierendes Mitglied der Akademie der Wissenschaften zu Göttingen und seit 1985 Corresponding Fellow der British Academy. Seit 2020 ist er der fünfte deutsche Ehrenbürger Roms.
Frommel wurde in der Fachwelt bekannt durch seine Habilitation Der römische Palastbau der Hochrenaissance. Zu seinen Kernthemen gehören die italienische Renaissance als Gipfel nachantiker Kultur und die Stadt Rom als Brennpunkt italienischer Architekturgeschichte.
Nach einer 1964 geschlossenen Ehe mit der Künstlerin und Übersetzerin Joke Haverkorn van Rijsewijk (* 18. Januar 1935, † 9. Februar 2022), die sich mit Entfernte Erinnerungen an W. kritisch an ihre Zeit bei und mit Wolfgang Frommel im Castrum Peregrini in Amsterdam in den 50er Jahren auseinandergesetzt hatte, ist Frommel heute mit der Kunst- und Architekturhistorikern Sabine Frommel (* 1955) verheiratet.

## Schriften (Auswahl)
- Die Farnesina und Peruzzis architektonisches Frühwerk. De Gruyter, Berlin 1961.
- Baldassare Peruzzi als Maler und Zeichner. 1968.
- Der römische Palastbau der Hochrenaissance. Wasmuth, Tübingen 1973 (Digitalisat  auf Heidelberger historische Bestände – digital).
- Michelangelo und Tommaso dei Cavalieri. Castrum Peregrini Presse, Amsterdam 1979.
- mit Stefano Ray und Manfredo Tafuri: Raffaello architetto. 1984.
- Michelangelo Marmor und Geist: Das Grabmal Papst Julius’ II. und seine Statuen. Schnell + Steiner, Regensburg 2014.
- Schriftenreihe Christoph Luitpold Frommel auf ART-Dok.